# François Boucher
François Boucher (29 tháng 9 năm 1703 - 30 tháng 5 năm 1770) là họa sĩ người Pháp giai đoạn Rococo. Ông được biết đến với những bức tranh bình dị và đầy gợi cảm về các chủ đề cổ điển, những câu chuyện ngụ ngôn trang trí và cảnh mục vụ. Ông có lẽ là họa sĩ và họa sĩ trang trí nổi tiếng nhất của thế kỷ XVIII.